# 瘟鬼
瘟鬼（おんき）は、中国に伝わる鬼神あるいは妖怪。疫病、疱瘡を引き起こすなどして人間を苦しめるとされる。瘟部神（おんぶしん）、瘟司（おんし）、瘟疫神（おんえきしん）とも言う。

## 概要
疫病や伝染病をひとびとにもたらして苦しめるという存在である。季節ごとにこれらを迎えたり送ったりして病害が大きなものにならぬよう祈りをささげる行事などが民間に広く伝承されていた。
また、天の神々がふとどきな行いをかさねている人間たちに対して罰を下すために瘟鬼などを向かわせるという伝承も古くは存在しており、天界にはそのための瘟神・瘟鬼たちが詰めている瘟部（おんぶ）という場所があるとも伝えられていた。

## 五瘟
瘟鬼たちは五人組で行動をとることが多いと言い伝えられており、それを五瘟（ごおん）または五瘟使者（ごおんししゃ）などと称した。家畜に起こる伝染病に対しての祈願との関係で五瘟鬼それぞれに馬・牛・鶏・羊・兎など別々の禽獣の頭を持つ鬼神の図が描かれたりすることもある。縁起の悪い文字を忌み吉字をもって記載をする地域では「瘟」の字を忌んで「福」とし、これを五福大神、五福使者などと表記することもある（台湾などで見られる）。